# Plinthanthesis
Plinthanthesis é um género botânico pertencente à família Poaceae.
1. ↑  «Plinthanthesis — World Flora Online». www.worldfloraonline.org. Consultado em 19 de agosto de 2020